# Miss Guam
Miss Guam è un concorso di bellezza femminile che si tiene annualmente in Guam per scegliere la rappresentante nazionale per Miss Universo (la vincitrice) e per Miss International (la seconda classificata).

## Albo d'oro
| Anno | Vincitrice                 | Piazzamento/Note          |
| ---- | -------------------------- | ------------------------- |
| 1966 | Barbara Jean Perez         |                           |
| 1967 | Hope Marie Navarro Alvarez |                           |
| 1968 | Arlene Vilma Chaco         |                           |
| 1969 | Anita Johnston             |                           |
| 1970 | Hilary Ann Best            | Top 15, Miss Congeniality |
| 1971 | Linda Mariano Avila        |                           |
| 1972 | Patricia Alvárez           |                           |
| 1973 | Beatrice Benito            |                           |
| 1974 | Elizabeth Clara Tenorio    |                           |
| 1975 | Deborah Lizama Naqui       |                           |
| 1976 | Pilar Martha Laguana       |                           |
| 1977 | Lisa Ann Caso              |                           |
| 1978 | Mary Lois Sampson          |                           |
| 1979 | Marie Cruz                 |                           |
| 1980 | Dina Singson Aportadera    |                           |
| 1981 | Bertha Antoinette Harmon   |                           |
| 1982 | Patty Chong Kerkos         | 2ª classificata           |
| 1983 | Pamela Booth               |                           |
| 1984 | Eleanor Benavente          |                           |
| 1985 | Lucy Carbullido Montinola  | Miss Congeniality         |
| 1986 | Dina Reyes Salas           | Miss Congeniality         |
| 1987 | Teresa Torres Fischer      |                           |
| 1988 | Liza Maria Camacho         | Miss Congeniality         |
| 1989 | Janice Santos              |                           |
| 1990 | Marcia Damian              |                           |
| 1991 | Jevon Pellacani            |                           |
| 1992 | Cheryl Debra Payne         |                           |
| 1993 | Charlene Gumataotao        |                           |
| 1994 | Christina Perez            |                           |
| 1995 | Alia Tui Stevens           |                           |
| 1998 | Joylyn Munoz               |                           |
| 1999 | Tisha Elaine Heflin        | Non partecipa             |
| 2000 | Lisamarie Quinata          |                           |
| 2008 | Siera Robertson            |                           |
| 2009 | Racine Manley              |                           |
| 2010 | Vanessa Siguenza Torres    |                           |
| 2011 | Shayna Jo Afaisen          |                           |
| 2012 | Alyssa Cruz Aguero         |                           |
| 2013 | Alixes Scott               |                           |
| 2014 | Brittany Bell              |                           |
| 2016 | Muñeka Taisipic            |                           |